# دهستان سمغان
دهستان سمغان، یکی از دهستان‌های بخش مرکزی شهرستان کوه‌چنار در استان فارس ایران است. مرکز این دهستان، روستای سمغان است.

## جمعیت
بر پایه سرشماری عمومی نفوس و مسکن در سال ۱۳۹۵، جمعیت دهستان سمغان برابر با ۳،۹۷۵ نفر بوده است.